# ベルリン・フィルハーモニー管弦楽団
ベルリン・フィルハーモニー管弦楽団（独: Berliner Philharmoniker [bɛr'li:nɐ fɪlhar'mo:nikɐ] ベルリーナ・フィルハルモーニカ）は、ドイツ・ベルリンのフィルハーモニー（Berliner Philharmonie [bɛr'li:nɐ fɪlharmo'ni:] ベルリーナ・フィルハルモニー）に本拠を置くオーケストラである。
正式な略称はBPhであるが、ウィーン・フィルのVPOと同様に日本では英語表記の 「Berlin Philharmonic Orchestra」から、BPOと略されることがある。

## 歴史
設立は1882年5月1日で、ベンヤミン・ビルゼが監督するオーケストラから脱退したメンバー54人が母体となり、6人のメンバーを加えて自主運営楽団として発足した。団員の平均年齢が30歳未満という若い人中心のオーケストラであった。最初の定期演奏会は1882年10月23日、フランツ・ヴェルナーの指揮で行われた。
1884年にはヨハネス・ブラームスが自作の交響曲第3番を指揮し、ピアノ協奏曲第1番を弾いた。またドヴォルジャークも自作の指揮を行った。1887年にヘルマン・ヴォルフがハンス・フォン・ビューローを招き、以後、ベルリン・フィルは急速に成長し、この数年の間にハンス・リヒター、フェリックス・ワインガルトナー、リヒャルト・シュトラウス、グスタフ・マーラー、ヨハネス・ブラームス、エドヴァルド・グリーグらが指揮台に立っている。
1895年に、アルトゥル・ニキシュが常任指揮者に就任。1895年12月13日には、マーラーが自身の交響曲第2番「復活」のはじめの3楽章の初演を指揮した。
1922年1月23日にニキシュが亡くなると、ヴィルヘルム・フルトヴェングラーが次の常任指揮者に就任し、ヨーロッパ各地で演奏活動を行った。フルトヴェングラーはナチスの政策を芸術家の立場から批判（ヒンデミット事件）、メンデルスゾーンを演奏会で取り上げたり、ユダヤ人演奏家への援助に尽力した。ベルリン・フィルは第二次世界大戦中も停電・空襲が頻発するなか活動を続けた（この間の演奏会の多くはラジオ放送用にテープレコーダーで収録されていたので、60年以上経った現在でも聴くことができる。有名なものとしてはフルトヴェングラー指揮によるベートーヴェンの交響曲第3番、第5番、第6番、第7番、第9番や、ブルックナーの交響曲第5番、第9番、エトヴィン・フィッシャーのピアノによるブラームスのピアノ協奏曲第2番がある。放送局ではステレオ録音も行っていたが、ベルリン・フィルの演奏はいまのところ確認されていない）。
1944年1月には旧フィルハーモニーが爆撃で焼失し、以後、ベルリン国立歌劇場、アドミラル・パラストと会場を移しながら演奏会を行う。フルトヴェングラーは1945年2月にスイスに亡命した。しかし、ベルリン・フィルは1945年4月12日に戦時中最後の演奏会を行なった。
戦後、フルトヴェングラーは非ナチ化裁判にかけられることになり、その終了まで指揮活動を禁止されたため、オーケストラはレオ・ボルヒャルトの下で活動を続けたが、1945年8月23日にボルヒャルトが米軍兵士の誤射により不慮の死を遂げた。それを継いだのはセルジュ・チェリビダッケで、チェリビダッケは若年ながら才気あふれる指揮で同楽団を導く一方、フルトヴェングラーの無罪獲得にも死力を尽くした。その甲斐もあり、フルトヴェングラーは1947年の5月末に「歴史的復帰演奏会」でベルリン・フィルと再会し、1954年11月に亡くなるまで指揮を続けた。演奏会はティタニア・パラスト（映画館を改修したもので、現存）が主な会場であった。フルトヴェングラーとベルリン・フィルのレコードは、戦前のSP録音や前述の戦時中ライブ録音、ブラームスの交響曲、シューベルトの交響曲第8(9)番「グレート」（1951年）、シューマンの交響曲第4番（1953年）等のスタジオ録音、戦後の「歴史的復帰演奏会」をはじめとする放送局による演奏会のライブ録音が有名である。フルトヴェングラー以外でも、クナッパーツブッシュやフリッチャイなどの放送局音源が多数発掘され、CD化されている。
フルトヴェングラーの死後、常任指揮者にはセルジュ・チェリビダッケが就任すると思われていたが、フルトヴェングラーの生前から、リハーサルにおいて過度な要求をする彼と楽団との間には亀裂が生じていた。1955年の初のアメリカ公演にはヘルベルト・フォン・カラヤンが同行し、自身が47歳の誕生日を迎えた4月5日に終身常任指揮者となった。チェリビダッケはベルリン・フィル復興の功績による叙勲当日（翌日説も有る）を最後にベルリン・フィルと決別し、カラヤンの生前は決してベルリン・フィルを指揮しなかった。カラヤン死後、ヴァイツゼッカー大統領の要請で最晩年に指揮をしている。
カラヤンは楽団員の国際化を進めるほか、精力的に録音活動を行った。カラヤン＝ベルリン・フィルの録音は、膨大な数に登る。
1963年に現在の本拠地であるフィルハーモニーが完成し、落成記念演奏会は10月15日に行われた。1967年、カラヤンが創設したザルツブルク復活祭音楽祭では、ベルリン・フィルがオーケストラ・ピットに入って演奏するようになった。またカラヤンは楽団の質を高めるため、楽団員による小編成の室内楽の活動も奨励し、いくつもの演奏団が生まれた。カラヤン時代には、カール・ベームによるモーツァルト交響曲全集、オイゲン・ヨッフムによるブルックナー交響曲全集（一部バイエルン放送交響楽団）、ラファエル・クーベリックによるドヴォルザーク交響曲全集など、カラヤン以外の指揮者とも重要な録音が残された。就任以来四半世紀にわたりカラヤンの黄金時代が続いたが、いわゆる「ザビーネ・マイヤー事件」以降は溝が深まり、死去直前の1989年4月に辞任した。
カラヤンの後任の選出にあたっては、楽団員が自分たちで常任指揮者を選ぶ方式となった。これはベルリン・フィル特有のもので、1989年に初めて導入され、ベルリン市内で行われる非公開の会議は、その方法になぞらえて「音楽界のコンクラーヴェ」とも呼ばれ、各種報道等においてもこの比喩が用いられる。カラヤン以降は、同方式によって首席指揮者が選ばれている。
9代目の常任指揮者を決める楽団員投票では、クラウディオ・アバドが、有力な対抗馬で半ば「当選確実」とも一部でささやかれていたロリン・マゼールを破って選ばれ、1990年に就任した（敗れたマゼールはショックで1999年までの9年間、ベルリン・フィルと決別した）。アバドは任期全般でレパートリーを広げることに尽力したが、自身の健康面の問題で2002年のシーズン限りで辞任。後任の最大有力候補はサイモン・ラトルとダニエル・バレンボイムの2人だったが、楽団員による投票によりラトルが常任指揮者に選ばれた。ラトルは、ベルリン・フィルを政府から完全に独立させた。
2018年で退任するラトルの後継指揮者が2015年に選考され、当初はクリスティアン・ティーレマンやアンドリス・ネルソンスも候補に挙がっていたが、最終的にキリル・ペトレンコに決定。2019年8月19日より首席指揮者・音楽監督に就任した。
60・70年代のオーケストラの世界ランキングでは、カラヤンが西ドイツからの潤沢な資金を利用して一流の奏者を掻き集め、独裁的な運営で、少なくとも技術的には世界最高の水準とトップクラスの知名度を誇った。西ベルリンのオーケストラであったベルリン・フィルは、西ベルリン、西ドイツ、そして西側の広告塔的存在でもあった。ドイツ統一後は資金的な特別扱いはなくなり、良い奏者も各地の放送交響楽団や教授などの教職活動などに分散するようになり、かつてのような隔絶した存在ではないと言われるが、音楽大国の首都を代表するオーケストラとして依然人気は高い。

### 日本との関わり
1924年1月18日、近衛秀麿が自腹でベルリン・フィルハーモニー管弦楽団を雇い指揮をする。1934年10月、ドイツ留学中の貴志康一が指揮。
1935年、瀬戸口藤吉作曲の軍艦行進曲と敷島艦行進曲がアロイス・メリヒャルの指揮及び編曲により演奏・録音され、ポリドールレコードから発売された。
1957年、カラヤンに率いられて初来日。以来、数年おきに来日している。日本で圧倒的人気を誇ったカラヤンが長くシェフを務めていたため、来日もこのコンビによることが多かった。カラヤン時代に結成された前述の室内楽団たちも、それぞれ幾多の日本公演を重ねている。
カラヤン没後も現在に至るまで高い人気を保っており、一例として2009年から開始された映像配信事業「デジタル・コンサート・ホール」へのアクセス数が最も多い国（ドイツ本国を除く）は日本である。同サイトは、2010年11月には独語・英語に次ぐ3番目の言語として日本語完全対応が施された。
日本人の団員は、これまでに数名在籍している。1959年から2001年まで、ヴィオラ奏者の土屋邦雄が初の日本人団員として加入していた。
1977年に入団した安永徹は、1983年から2009年3月まで日本人としては初めて第1コンサートマスターを務めた。
2009年6月、樫本大進が第1コンサートマスターに内定し、2010年12月、正式に就任した。他に、第1ヴァイオリンに町田琴和、第2ヴァイオリンに伊藤マレーネ、ヴィオラの首席に清水直子が在籍している。また、1978年から1981年までの3年間、トロンボーンの神谷敏が契約団員として在籍していた。
このような日本との深いつながりを背景に、2011年の東日本大震災発生時にはラトルと団員が被災者に向け語ったメッセージVTRをいち早く公開するとともに、地震発生5日後の3月16日から行われたコンサート（ベルナルト・ハイティンク指揮）で、プログラムの一部を急遽差し替えてヴィトルト・ルトスワフスキの「葬送の為の音楽」を演奏し、日本に捧げた。さらに3月29日には、日本の2つの高校の吹奏楽部が予定していたベルリン公演がキャンセルされ、ベルリン・フィルハーモニーに空きが出たことから、同じくベルリンを本拠地とするシュターツカペレ・ベルリンとともに、ラトルとダニエル・バレンボイムの指揮のもと、異例の合同チャリティコンサートが行われた。

## 名称
2002年まで当団体は"Berliner Philharmonisches Orchester"と"Berliner Philharmoniker"という2つの名前を持っていた。これは以下の事情による。
かつて当団体はベルリン市文化局に属する市営のオーケストラであったが、同時に自主興行団体（共通の楽団員で構成される別組織）として、独立の演奏活動も行っていた。このように当団体は2つの顔を持っており、両者の活動を明確に区別する必要があった。そこで市営オーケストラとして演奏会を行う際は"Berliner Philharmonisches Orchester"、自主興行団体としてレコーディング等を行う場合は"Berliner Philharmoniker"というように名称を使い分けていた。
2002年に当団体は財団法人化され、市営オーケストラではなくなった。このため名前を使い分ける必要がなくなり、"Berliner Philharmoniker"に名称が統一された。

## 名物コンサート

### ジルヴェスターコンサート
1948年12月31日に創始。翌1月1日のウィーン・フィルハーモニー管弦楽団のニューイヤーコンサートとともに全世界に中継される。
開始後数年間は大晦日（ジルヴェスター・アーベント）と元日を行ったり戻ったりしていたが、1954年から大晦日にほぼ定着。カラヤンの初登場は1958年からである。1978年からは12月30日に同じ内容の青少年向けのコンサート「ユーゲント・コンサート」も開かれるようになった。
曲目はニューイヤー・コンサートとは違い、ポピュラーな小品や有名曲をメインとしたものであったが、アバドが音楽監督に就任してからは、毎年何かしらのテーマを持たせ、それに沿った選曲が行われるようになった。ラトル時代になって最初の2回は、アメリカのポピュラーなナンバーを並べた選曲だったが、3回目からは路線が変わり、オルフの「カルミナ・ブラーナ」を取り上げた。以降もモーツァルト、リヒャルト・シュトラウスなどオーソドックスな曲目を取り上げている。
参考1・カラヤン時代〜アバド前の主なジルヴェスターコンサート
- 1977年：カラヤン指揮、共演アンナ・トモワ＝シントウ、アグネス・バルツァ、ルネ・コロ、ジョゼ・ヴァン・ダム、ベルリン・ドイツ・オペラ合唱団：ベートーヴェン/交響曲第9番「合唱」
- 1983年：カラヤン指揮：フランツ・シューベルト/交響曲第8番「未完成」、ロッシーニ/「ウィリアム・テル」序曲、スメタナ/「わが祖国」より「ヴルダヴァ」（「モルダウ」）、シベリウス/「クオレマ」より「悲しきワルツ」、ヨーゼフ・シュトラウス/ワルツ「うわごと」、ヨハン・シュトラウス2世/オペレッタ「ジプシー男爵」序曲、ヨハン・シュトラウス1世/ラデツキー行進曲
- 1987年：カラヤン指揮、共演ジェシー・ノーマン：ワーグナー/「タンホイザー」序曲、「ジークフリート牧歌」、「トリスタンとイゾルデ」前奏曲と愛の死
- 1988年：カラヤン指揮、共演エフゲニー・キーシン：プロコフィエフ/交響曲第1番「古典」、チャイコフスキー/ピアノ協奏曲第1番。ベルリンでのカラヤンのラストコンサート
- 1989年：小澤征爾指揮、共演晋友会合唱団：オルフ/「カルミナ・ブラーナ」
- 1990年：ムスティスラフ・ロストロポーヴィチ指揮、共演ユーリ・バシュメット、ウラディーミル・スピヴァコフ：チャイコフスキー/「エフゲニー・オネーギン」抜粋、ショスタコーヴィチ/「ムツェンスク郡のマクベス夫人」&「カテリーナ・イズマイロヴァ」間奏曲集、シュニトケ/「モノローグ」他

参考2・アバド時代のジルヴェスターのテーマ
- 1991年：ベートーヴェン（「エグモント」の音楽他）
- 1992年：リヒャルト・シュトラウス（「ドン・ファン」、「ばらの騎士」フィナーレ他）
- 1993年：ワーグナー（「タンホイザー」、「ローエングリン」、「ワルキューレ」他）
- 1994年：シューマン（ピアノ協奏曲、「ゲノフェーファ」他）※当初はメンデルスゾーンの予定
- 1995年：メンデルスゾーン（「夏の夜の夢」、交響曲第4番）
- 1996年：ジプシー（ブラームス「ハンガリー舞曲」、「ジプシーの歌」op. 103他）
- 1997年：スペイン（ビゼー「カルメン」、ファリャ「恋は魔術師」他）
- 1998年：愛（モーツァルト「フィガロの結婚」、「ドン・ジョヴァンニ」、ヴェルディ「リゴレット」他）
- 1999年：第1部 ザ・フィナーレ（ベートーヴェン/交響曲第7番の終楽章、マーラー/交響曲第5番の終楽章、シェーンベルク「グレの歌」のフィナーレ他）。第2部 ベルリンの風
- 2000年：ヴェルディ（「ファルスタッフ」、「椿姫」、「ドン・カルロ」、「仮面舞踏会」他）

参考3・ラトル時代のジルヴェスター
- 2002年：バーンスタイン/「ワンダフルタウン」抜粋
- 2003年：ガーシュウィン/「ハウ・ロング・ハズ・ディス・ビーン・ゴーイング・オン」、ラヴェル/「ダフニスとクロエ」、「ラ・ヴァルス」他
- 2004年：ベートーヴェン/「レオノーレ」序曲第3番、オルフ/「カルミナ・ブラーナ」
- 2005年：モーツァルト/「フィガロの結婚」序曲、第4幕抜粋他
- 2006年：共演内田光子：リヒャルト・シュトラウス/「ドン・ファン」、モーツァルト/ピアノ協奏曲第20番、リヒャルト・シュトラウス/「ばらの騎士」第3幕より
- 2007年：ムソルグスキー（ラヴェル編）/「展覧会の絵」、ムソルグスキー/歌劇「ホヴァンシチナ」より前奏曲「モスクワ河の夜明け」、ボロディン/「交響曲第2番ロ短調」、歌劇「イーゴリ公」より「だったん人の踊り」、 ショスタコーヴィチ/バレエ音楽「黄金時代」より舞曲
- 2010年：この年はグスターボ・ドゥダメルを客演指揮者として迎えた。ビゼー/「カルメン」よりアリア、ベルリオーズ/「ファウストの劫罰」よりアリア、「ローマの謝肉祭」序曲、ファリャ/「三角帽子」
- 2011年：ドヴォルザーク/「スラブ舞曲第1番」、グリーグ/「交響的舞曲第2番」、共演エフゲニー・キーシン：グリーグ/「ピアノ協奏曲イ短調」、ラヴェル/「道化師の朝の歌」、R・シュトラウス/楽劇「サロメ」から「7つのヴェールの踊り」、ストラヴィンスキー/「火の鳥」より抜粋、ブラームス/「ハンガリー舞曲第1番」

### ヴァルトビューネ

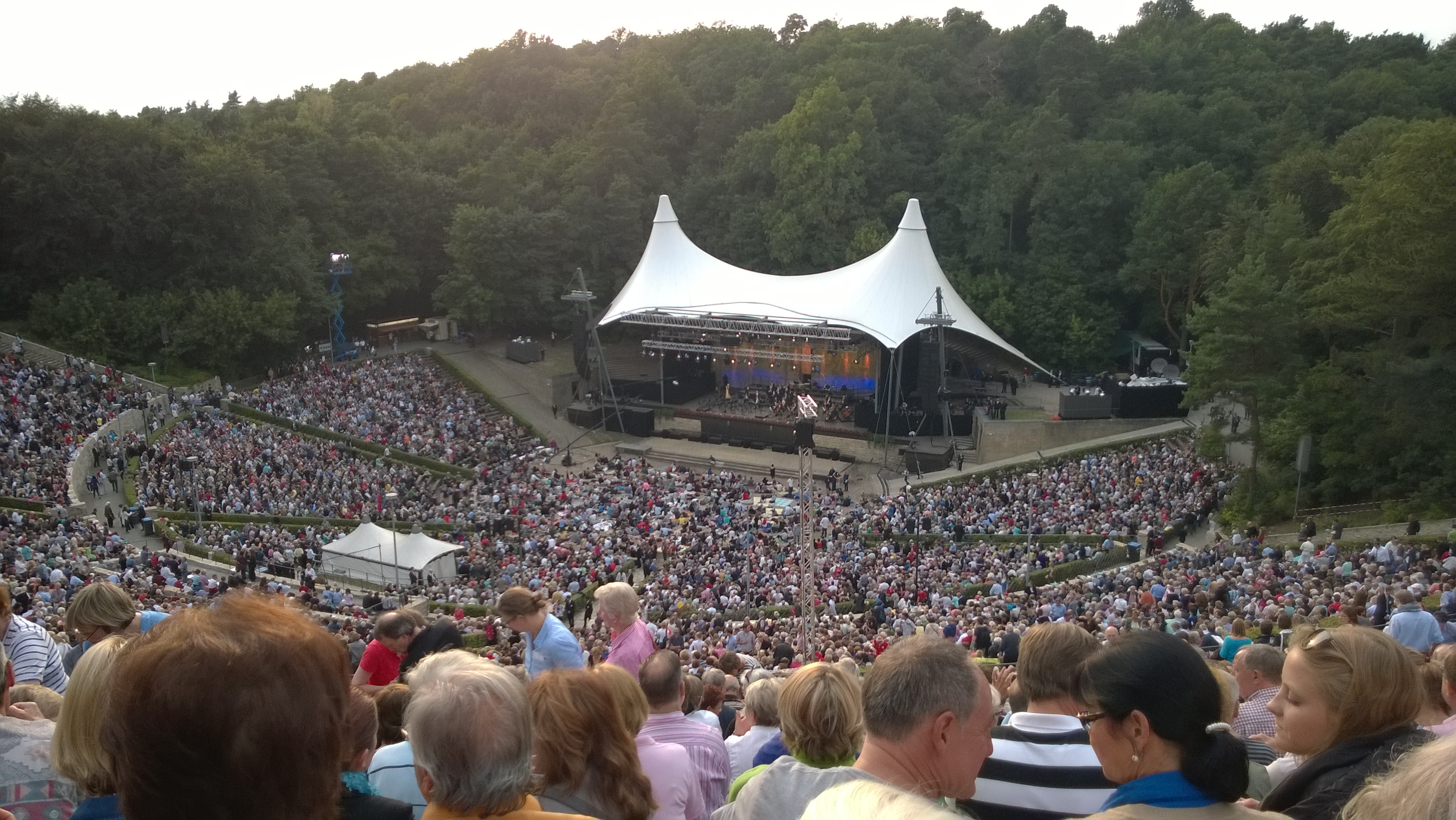
ヴァルトヴューネの野外コンサート(2014年)

ベルリンっ子の憩いの場である公園“ヴァルトビューネ”にある野外音楽堂で、毎年6月の最終日曜日に開かれる野外コンサート。テーマを決めて小品で構成される。コンサートの最後には、定番のアンコールピースとしてパウル・リンケ作曲の「ベルリンの風」が演奏される。ウィーンフィルのニューイヤーコンサートでの「ラデツキー行進曲」に相当するが、二万人を集めての野外演奏会ということもあり、手拍子だけでなく線香花火、指笛など大きな盛り上がりを見せる。

### ヨーロッパコンサート
カラヤン亡き後アバドを音楽監督に迎えた1991年から、ベルリン・フィルの創立記念日である5月1日を記念して、ヨーロッパ各地の歴史的な建築物やホールで開かれているコンサート。

## デジタル・コンサートホール
「ベルリン・フィル デジタル・コンサートホール」とは、チェロ奏者でありメディア部門代表のオラフ・マニンガー氏による発案により2009年より開始された映像配信ポータルサイトである。同年1月6日より中継を開始した。
また、2010年11月より日本語版サイトが完成し、検索機能なども日本語で利用が可能となった。略称として「DCH」と呼ばれることもある。
2020年3月、世界的な新型コロナウイルス感染拡大の影響により、あらゆる経済・文化活動が制限されコンサートの開催が不可能となった。このような深刻な状況に鑑み、ベルリン・フィルはDCH上の全ての映像コンテンツを数か月にわたって無料開放した。「皆様のために演奏し続け」ることを通じて、世界中のファンの心に寄り添い続けた。

### 配信動画
ベルリン・フィルハーモニーで行なわれる年間約30回のライブ中継をリアルタイムで最大1080pの画質で観ることができる。また生中継の数日後には、すべての演奏会がアーカイブ・コーナーにアップされ、24時間いつでもオンデマンド再生することも可能。その他にもすべての演奏会には、ハイライト映像と出演演奏家によるインタビュー（共に無料）が付加されており、また、スペシャル・コーナーではベルリン・フィルの教育プロジェクト「未来＠ベルリン・フィル」や、ベルリン・フィル関連の映画、アバド時代の公演映像も視聴が可能である。

### 利用方法
1. ベルリン・フィル デジタル・コンサートホールのホームページにて利用者登録を行う。この段階で、ベルリンフィルの団員インタビューのほか、一部の無料映像が視聴可能となる。
2. 全てのコンテンツを視聴するためには、月額視聴契約の申し込み、あるいはチケットの購入が必要である。

#### 利用料金
2020年5月8日現在
- 月額視聴契約：月々14.90ユーロ（約1760円）
  - 30日毎に自動更新され、常時解約可能である。
- チケット:7日・30日・12か月の3種類が提供されている。
  - 7日：9.90ユーロ（約1170円）
  - 30日：19.90ユーロ（約2350円）
  - 12か月：149.00ユーロ（約17600円）

※なお、クーポン券として友達にプレゼントできるサービスも提供されている。

#### 利用者登録の特典
コンサートのシーズンオフの時期に、次期のプログラム紹介およびDCH収蔵曲の一覧が記されたパンフレットが郵送される。さらに、1週間無料チケットが同封されており、年内の任意の時期に利用することができる。

### 公式YouTubeチャンネル
動画配信プラットフォームであるYouTubeにおいて、DCHのハイライト映像（3分程度）を提供している。映像の画質は年々改善され、2019/2020シーズンからの動画では４K映像に対応している。フレームレートが従来の30から50に増加した。
チャンネル登録者数は39万人（2021年3月9日現在）である。

## 歴代指揮者
- ルートヴィヒ・フォン・ブレナー（1882年 - 1887年 常任指揮者）
- ハンス・フォン・ビューロー（1887年 - 1892年 常任指揮者）
- アルトゥル・ニキシュ（1895年 - 1922年 常任指揮者）
- ヴィルヘルム・フルトヴェングラー（1922年 - 1945年 常任指揮者）
- レオ・ボルヒャルト（1945年 常任指揮者）
- セルジュ・チェリビダッケ（1945年 - 1952年 常任指揮者）
- ヴィルヘルム・フルトヴェングラー（1952年 - 1954年 終身指揮者）
- ヘルベルト・フォン・カラヤン（1955年 - 1989年 終身指揮者・芸術監督）
- クラウディオ・アバド（1990年 - 2002年 首席指揮者・芸術監督）
- サイモン・ラトル（2002年 - 2018年 [14][15] 首席指揮者・芸術監督）
- キリル・ペトレンコ（2019年 - [4]首席指揮者・芸術監督）

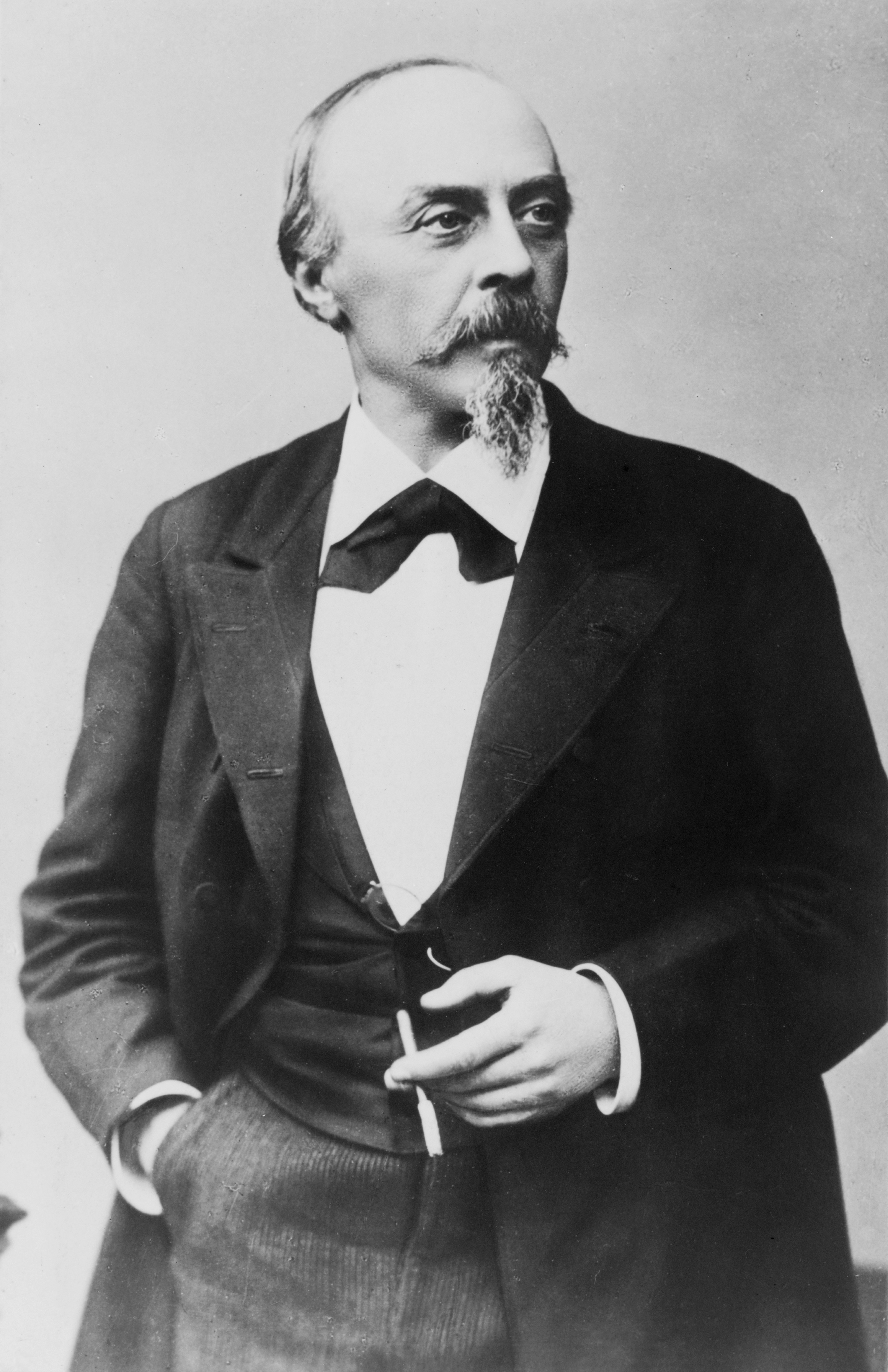
ハンス・フォン・ビューロー
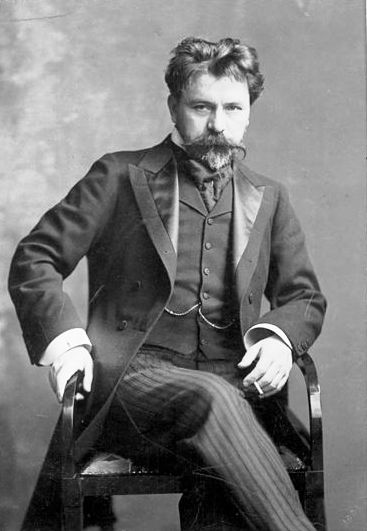
アルトゥル・ニキシュ
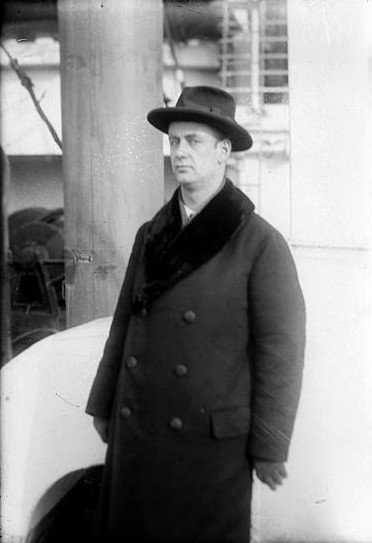
ヴィルヘルム・フルトヴェングラー
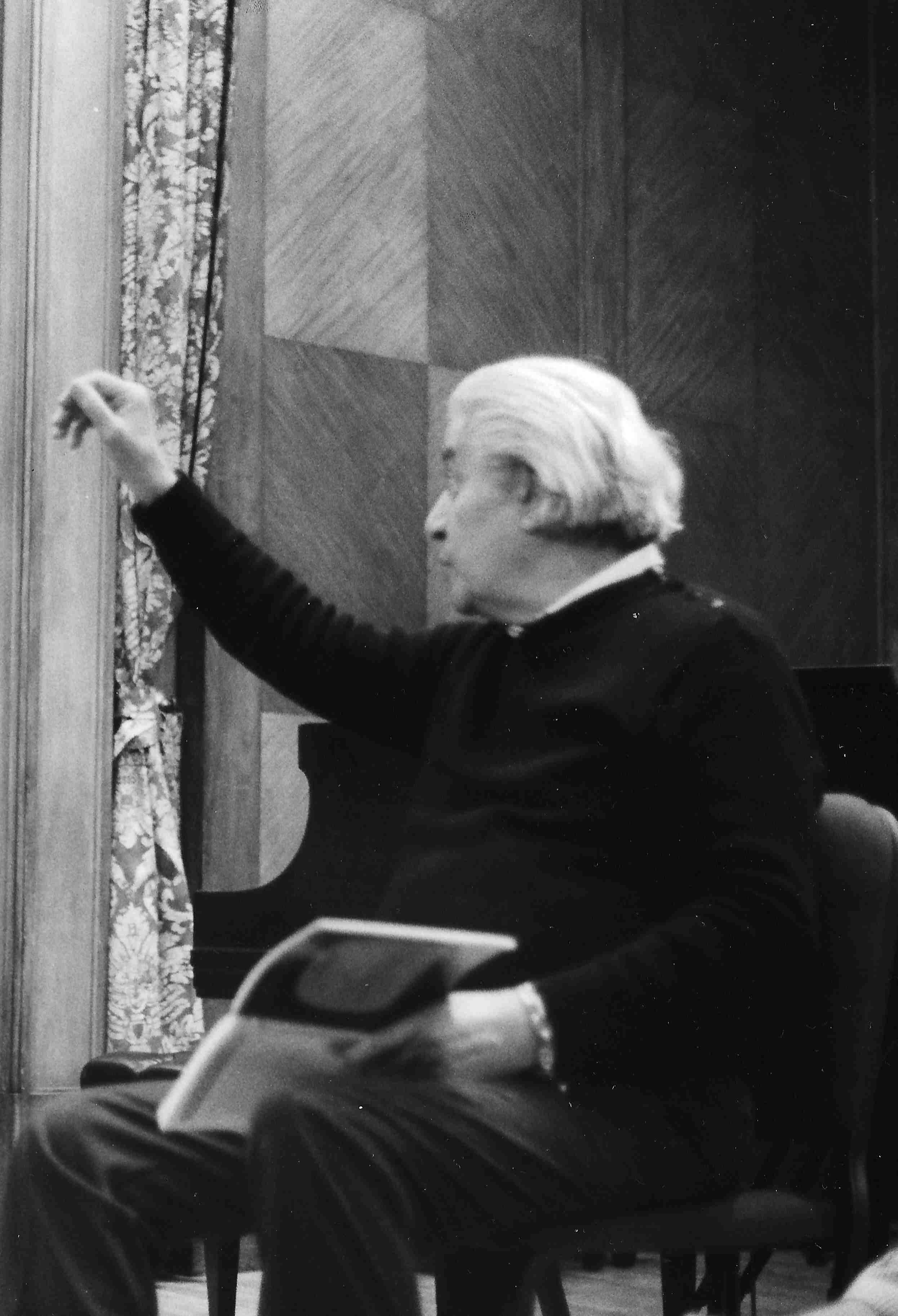
セルジュ・チェリビダッケ
ヘルベルト・フォン・カラヤン
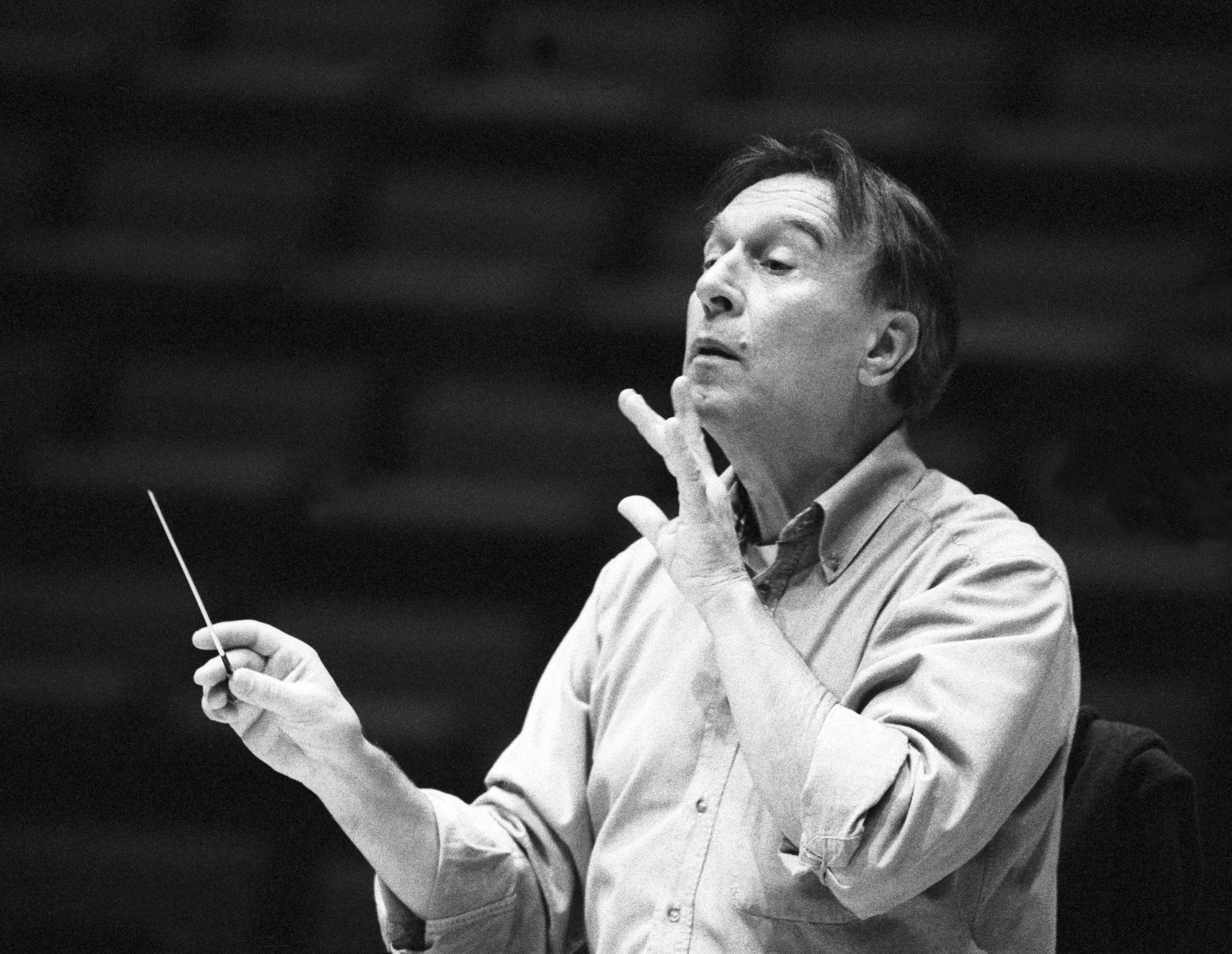
クラウディオ・アバド
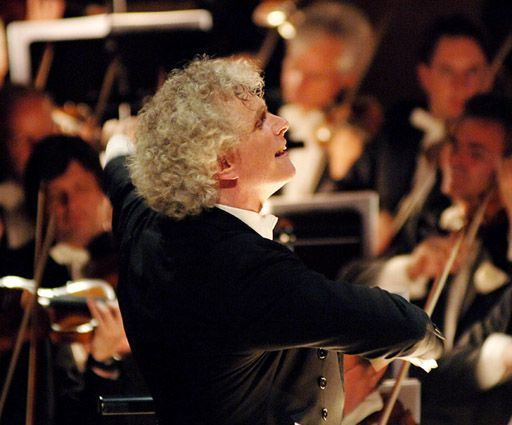
サイモン・ラトル
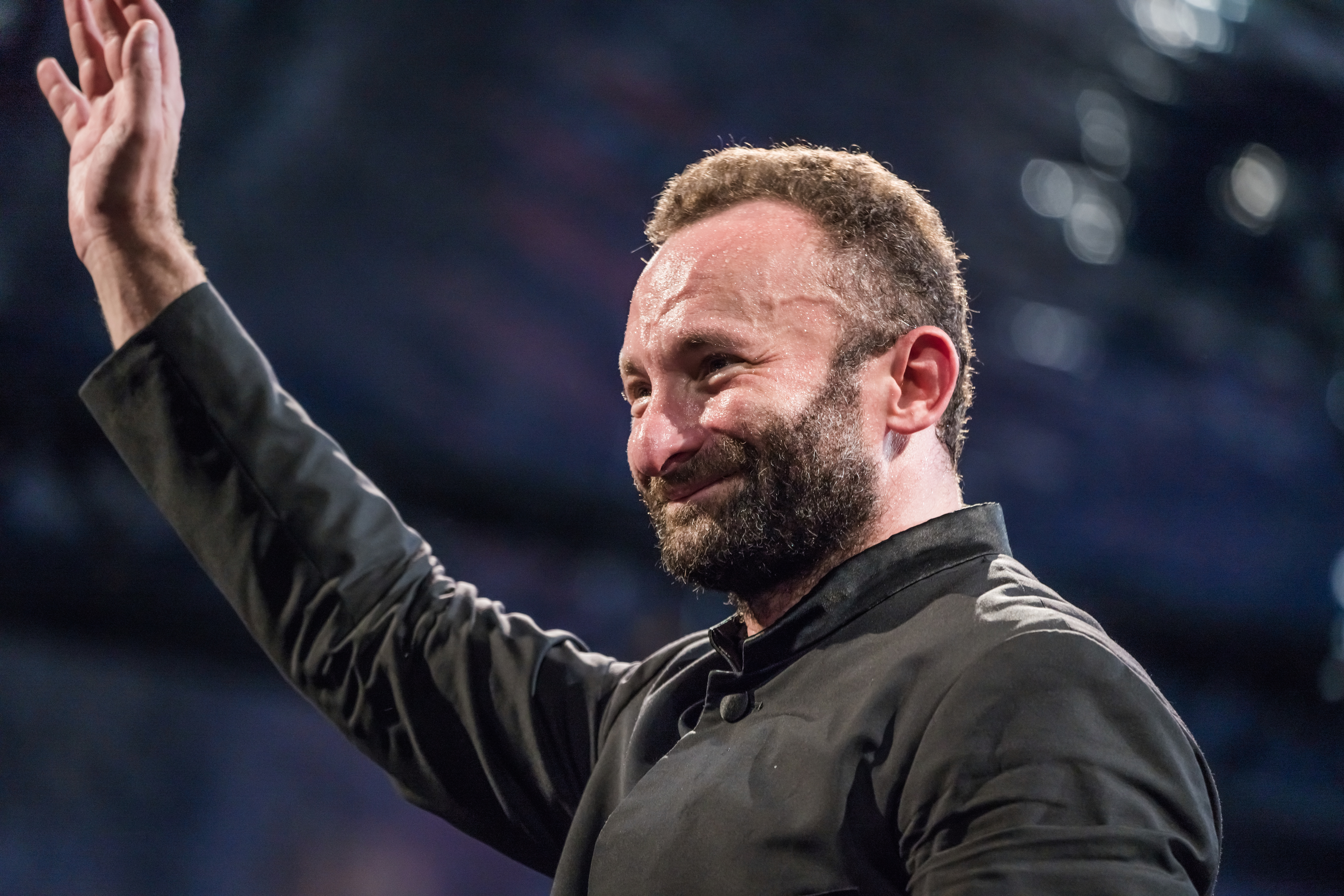
キリル・ペトレンコ

### 名誉指揮者
- ダニエル・バレンボイム（2019年 - ）[16]

## 歴代コンサートマスター

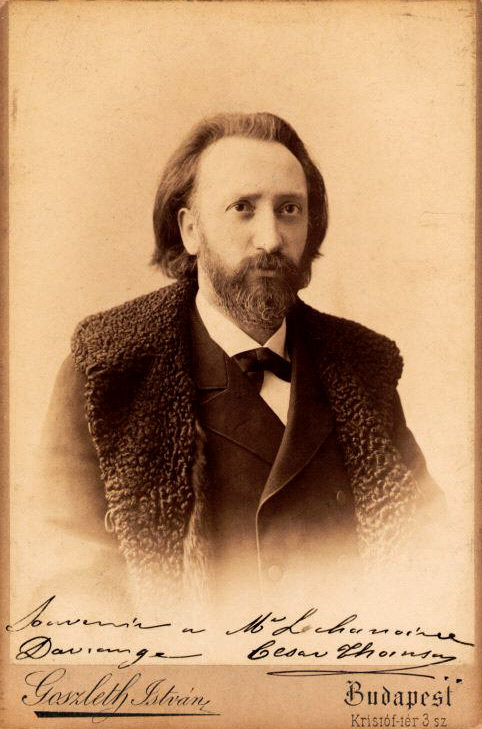
セザール・トムソン

### 第一コンサートマスター
- セザール・トムソン 1882（25歳就任）
- エウジェニー・ボドー 1882 - 1883
- ヨハネス・クルーズ 1883 - 1886（24歳就任）
- エンリケ・フェルナンデス・アルボス 1886 - 1887（23歳就任）
- ルートヴィヒ・ブロイエル 1887 - 1893
- ブラム・エルデリング（ドイツ語版、英語版） 1893 - 1894（26歳就任）
- アントン・ヴィテク 1894 - 1910（22歳就任）
- ヴァーツラフ・ターリヒ 1903（20歳就任）
- ユリウス・ソーンベルク 1910 - 1917（17歳就任）
- ゲザ・フォン・クレス 1917 - 1920（35歳就任）
- モーリッツ・ヴァン・デン・ベルク 1920 - 1925（22歳就任）
- トッシー・スピヴァコフスキー 1926 - 1927（19歳就任）
- ウィルフリート・ハンケ（ドイツ語版） 1927 - 1930（25歳就任）
- シモン・ゴールドベルク 1930 - 1934（20歳就任）
- フーゴ・コルベルク 1934 - 1938,1958 - 1963（33歳就任）
- レオン・シュピーラー（wikidata） 1963 - 1993（35歳就任）
- ライナー・クスマウル 1993 - 1998（47歳就任）
- コーリャ・ブラッハー（ドイツ語版） 1993 - 1999（30歳就任）
- ガイ・ブラウンシュタイン 2000 - 2013（29歳就任）
- ノア・ベンディックス＝バルグリー（英語版） 2014 -（30歳就任）

- ヘンリー・ホルスト 1923 - 1931
- ジークフリート・ボリース 1933 - 1940（21歳就任）
- ゲルハルト・タシュナー 1941 - 1945（19歳就任）
- ジークフリート・ボリース 1945 - 1961
- トーマス・ブランディス（ドイツ語版、英語版） 1962 - 1983（27歳就任）
- 安永徹 1983 - 2009（32歳就任）（入団:1977＝26歳）
- 樫本大進 2009 - （31歳就任）

- エーリヒ・レーン 1934 - 1945（24歳就任）
- サシュコ・ガヴリーロフ 1948 - 1949（20歳就任）
- ヘルムート・ヘラー（wikidata） 1949 - 1956
- ミシェル・シュヴァルベ 1957 - 1985（38歳就任）
- ダニエル・シュタブラーヴァ（ドイツ語版、英語版） 1986 - 2021（31歳就任）（入団:1983＝28歳）

### コンサートマスター
- リヒャルト・ミューラー 1882 - 1883
- ルートヴィヒ・ブロイエル 1883 - 1887
- カール・クレーケル 1882 - 1892
- フーゴ・オルク 1893 - 1897
- ヤン・ブシェテレ 1897 - 1901
- カール・クリングラー（ドイツ語版、英語版） 1901 - 1902（22歳就任）
- ヨハネス・ゲスターカンプ 1903 - 1911
- ハンス・バッサーマン（ドイツ語版、英語版） 1911 - 1912
- フランツ・フォン・スパノウスキ 1912 - 1914
- ルイス・パーシンガー 1914 - 1915（27歳就任）
- リッコ・アマール 1916 - 1920（25歳就任）
- ヤン・ダーメン 1920 - 1922（22歳就任）
- ヘンリー・ホルスト 1922 - 1923（23歳就任）
- ウィルフリート・ハンケ（ドイツ語版、英語版） 1930 - 1933
- ウルリッヒ・グレーリング（ドイツ語版） 1942 - 1947（25歳就任）
- ハンス・デンシューデ 1948 - 1949
- ハンス・ギーゼラー 1949 - 1974
- ゲルント・ゲラーマン 1974 - 1976
- ライナー・ゾンネ 1976 - 2010
- アンドレアス・ブシャーツ（Andreas Buschacz） 2010 -2017
- クシシュトフ・ポロネク 2019-

## 主な在籍者

### ヴァイオリン
- ブラム・エルデリング（ドイツ語版、英語版）
- トーマス・ブランディス（ドイツ語版、英語版）
- アンドレアス・ノイフェルト（ドイツ語版）

### ヴィオラ
- ジュスト・カッポーネ（1958年 - 1984年 首席ヴィオラ奏者）
- 土屋邦雄（1959年 - 2001年 ヴィオラ奏者）
- ライナー・モーク（1974年 - 1978年 首席ヴィオラ奏者）
- ヴォルフラム・クリスト（1978年 - 1999年 首席ヴィオラ奏者）
- 清水直子（2001年 - 首席ヴィオラ奏者）
- ブレット・ディーン（ドイツ語版、英語版）
- マルティン・シュテークナー（ドイツ語版）
- ペーター・ムック（ドイツ語版、英語版）

### チェロ
- グレゴール・ピアティゴルスキー（1929年 - 1933年[17] 首席チェロ奏者。ナチスドイツのユダヤ人迫害により退団・渡米[17]）
- オトマール・ボルヴィツキー
- ペーター・シュタイナー（ドイツ語版）
- ヤン・ディッセルホルスト（ドイツ語版、英語版）
- ヴォルフガンフ・ベッチャー（ドイツ語版、英語版）
- ダヴィッド・リニカー（ドイツ語版）

### コントラバス
- エーリヒ・ハルトマン（ドイツ語版）
- ライナー・ツェペリッツ（ドイツ語版、英語版）
- フリードリヒ・ヴィット（ドイツ語版）
- エスコ・ライネ（ドイツ語版、英語版）
- エディクソン・ルイス（ドイツ語版、英語版）

### オーボエ
- カール・シュタインス（1949年 - 1981年 首席オーボエ奏者）
- ローター・コッホ（1957年 - 1991年 首席オーボエ奏者）
- ハンスイェルク・シェレンベルガー（1980年 - 2001年 首席オーボエ奏者）
- アルブレヒト・マイヤー（1992年 - 首席オーボエ奏者）
- アンドレアス・ヴィットマン（ドイツ語版） (1986年 - 首席オーボエ奏者)
- ジョナサン・ケリー (2003年 - 首席オーボエ奏者)

### フルート
- オーレル・ニコレ（1950年 - 1959年 首席フルート奏者）
- カールハインツ・ツェラー（1960年 - 1969年、1975年 - 1993年 首席フルート奏者）
- ジェームズ・ゴールウェイ（1969年 - 1975年 首席フルート奏者）
- アンドレアス・ブラウ（1969年 - 2015年、ソロ・フルート奏者）
- エマニュエル・パユ（1993年 - 2000年、2002年 - 首席フルート奏者）
- ミヒャエル・ハーゼル（ドイツ語版）（1984年 - 1994年頃、1999年 - [注釈 1] ソロ・フルート奏者）

### クラリネット
- オスカール・エーラー（BPO創設時メンバー、1882年 - 1888年 首席クラリネット奏者）
- カール・ライスター（1959年 - 1993年 首席クラリネット奏者）
- ザビーネ・マイヤー（1981年に首席クラリネット奏者のオーディションを受け、カラヤンに高く評価される。BPO北米ツアーで客演首席クラリネット奏者を務めるが、1982年の楽員投票で入団を否決された）
- ヴェンツェル・フックス（1993年 - 首席クラリネット奏者）
- アレクサンダー・バーダー（ドイツ語版、英語版）
- マンフレート・プライス（英語版）
- カール＝ハインツ・シュテフェンス（ドイツ語版、英語版）（2001年 - 2007年 首席クラリネット奏者）
- アンドレアス・オッテンザマー（ドイツ語版、英語版）（2011年 - 首席クラリネット奏者）
- ダニエル・デファイエ（客演サクソフォーン奏者。カラヤン指揮の演奏会や録音でサクソフォーンが必要となる曲の多くを担当）

### ファゴット
- ギュンター・ピースク（Günter Piesk）
- ダニエル・ダミアーノ（ドイツ語版）
- シュテファン・シュヴァイガート（ドイツ語版）

### ホルン
- マクシミリアン・ツィモロング（1931年 - 1935年 - 首席ホルン奏者）
- マルティン・ツィラー（Martin Ziller、1935年 - 1973年 - 首席ホルン奏者）
- ベルンハルト・クロル（1945年 - 1962年 - 首席ホルン奏者）
- アラン・シヴィル（1960年代前半に客演首席ホルン奏者として演奏会や録音に参加。同時期にフィルハーモニア管弦楽団からBPOへの移籍を打診されたが固辞した）
- ゲルト・ザイフェルト（1964年 - 1997年 - 首席ホルン奏者）
- ノルベルト・ハウプトマン （Norbert Hauptmann、1967年 - 2007年 - 首席ホルン奏者）
- シュテファン・ドール（1993年 - 首席ホルン奏者）
- ラデク・バボラーク （2003年 - 2009年 - 首席ホルン奏者）

### トランペット
- マルティン・クレッツァー（1973年 - 2004年 首席トランペット奏者、2004年 - トランペット奏者）
- コンラディン・グロート（1974年 - 1998年 - 首席トランペット奏者）
- タマシュ・ヴァレンツァイ（Tamás Velenczei、2000年 - 首席トランペット奏者）
- ガボール・タルケヴィ（ドイツ語版）（2005年 - 2019年 - 首席トランペット奏者）

### トロンボーン
- カール＝ハインツ・ドゥーゼ＝ウテシュ（Karl-Heinz Duse-Utesch）
- クリストハルト・ゲスリンク（ドイツ語版）（1984年 - 首席トロンボーン奏者）
- ヴォルフラム・アルント（Wolfram Arndt、1991年 - ソロ・トロンボーン奏者）
- オラフ・オット（1994年 - 1999年 トロンボーン奏者、1999年 - 首席トロンボーン奏者）
- シュテファン・シュルツ（ドイツ語版）（2002年 - トロンボーン奏者）
- ジークフリート・チースリク（Siegfried Cieslik）

### テューバ
- パウル・ヒュンペル（Paul Hümpel、1975年 – テューバ奏者）

### ティンパニ
- ヴェルナー・テーリヒェン（ドイツ語版）（1948年 - 1984年 ティンパニ奏者）
- ハンス＝ディーター・レンベンス（ドイツ語版）（1962年 – 1998年）
- オスヴァルト・フォーグラー（Oswald Vogler、1970年 - 1997年 首席ティンパニ奏者）
- ライナー・ゼーガース（英語版）（1986年 – 首席ティンパニ奏者）
- ヴィーラント・ヴェルツェル（Wieland Welzel、1997年 - ティンパニ奏者）